# Třída Tennessee (1904)
Třída Tennessee byla třída pancéřových křižníků námořnictva Spojených států amerických. Tvořily ji celkem čtyři křižníky, provozované v letech 1906–1931. Všechny byly během služby přejmenovány.

## Stavba
Celkem bylo v letech 1903–1908 postaveny čtyři křižníky této třídy. Stavba první dvojice byla objednána roku 1902 a druhé dvojice roku 1904. Do stavby se zapojily americké loděnice William Cramp & Sons ve Filadelfii, New York Shipbuilding v Camdenu a Newport News Shipbuilding v Newport News.
Jednotky třídy Tennessee:
| Jméno                       | Loděnice                                | Založení kýlu | Spuštěna          | Vstup do služby   | Poznámka |
| --------------------------- | --------------------------------------- | ------------- | ----------------- | ----------------- | --- |
| USS Tennessee (ACR-10)      | Cramp, Filadelfia                       | 1903          | 3. prosince 1904  | 17. července 1906 | Roku 1916 přejmenován na Memphis. Dne 29. srpna 1916 byl v přístavu Santo Domingo zasažen tsunami, která jej hodila na břeh, vrak byl později na místě sešrotován. |
| USS Washington (ACR-11)     | New York Shipbuilding, Camden           | 1903          | 18. března 1905   | 7. srpna 1906     | Roku 1916 přejmenován na Seattle. V letech 1927–1941 ubytovací loď. Roku 1941 přejmenován na IX39 a roku 1946 vyškrtnut.                                           |
| USS North Carolina (ACR-12) | Newport News Shipbuilding, Newport News | 1905          | 6. října 1906     | 7. května 1908    | Roku 1920 přejmenován na Charlotte. Vyřazen 1921. |
| USS Montana (ACR-13)        | Newport News Shipbuilding, Newport News | 1905          | 15. prosince 1906 | 21. července 1908 | Roku 1920 přejmenován na Missoula. Vyřazen 1921. |

## Konstrukce

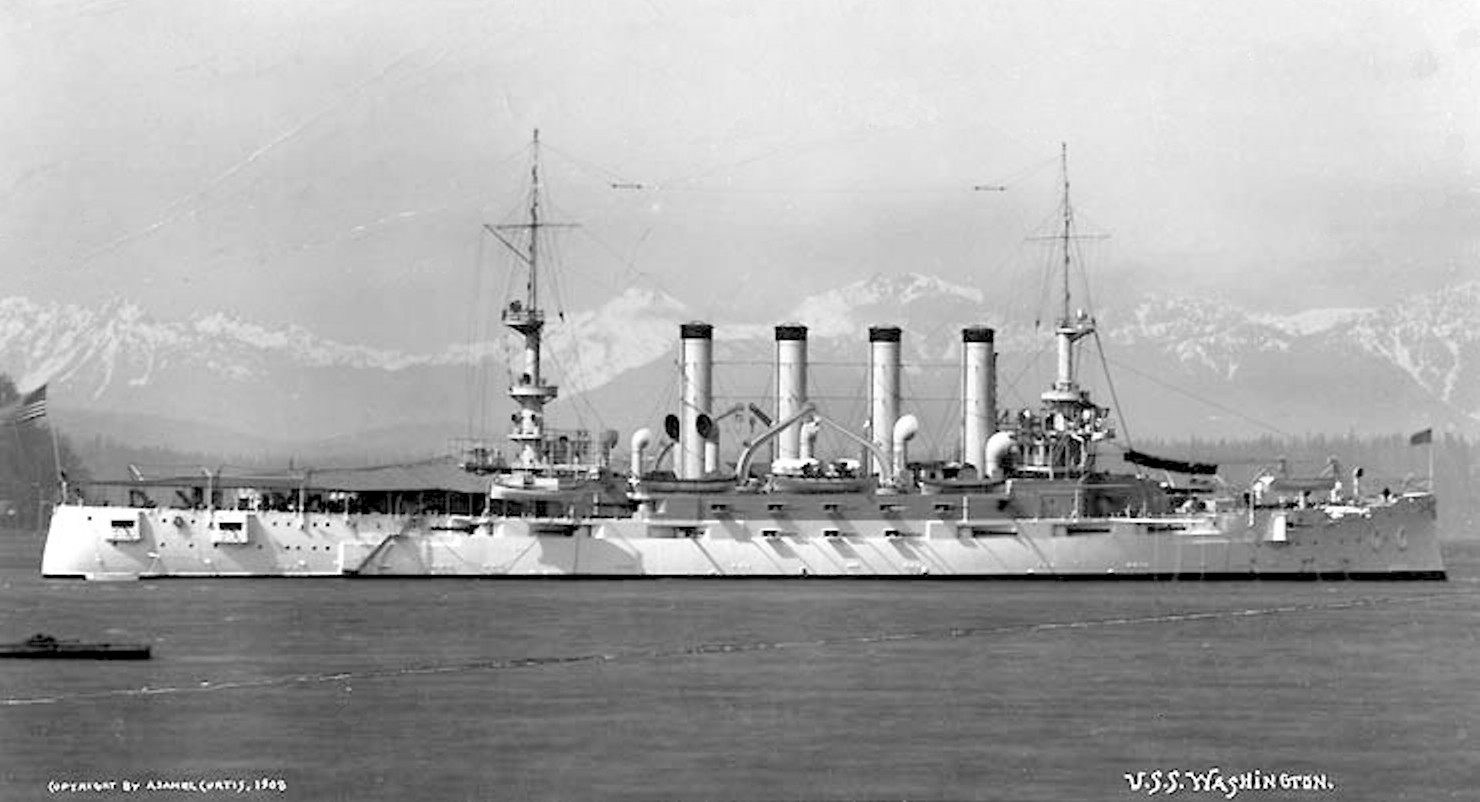
USS Washington

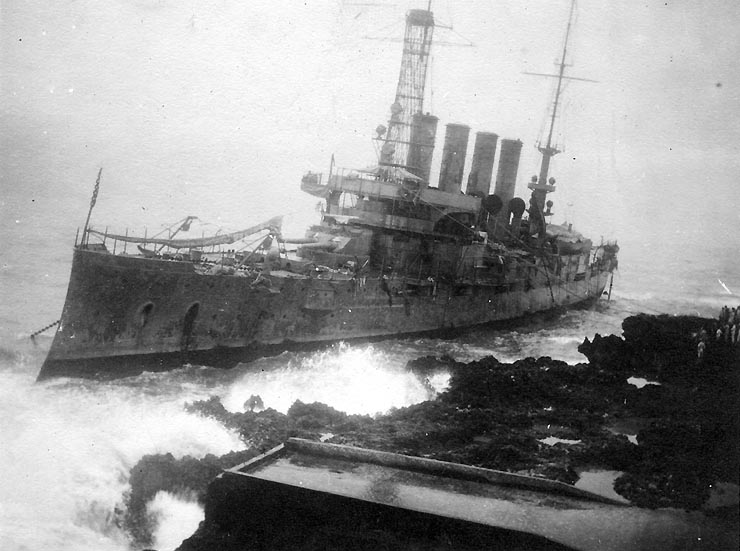
USS Tennessee po ztroskotání

Výzbroj tvořily čtyři 254mm kanóny ve dvoudělových věžích, šestnáct 152mm kanónů, dvacet dva 76mm kanónů, dvanáct 47mm kanónů, dva 37mm kanóny (křižníky North Carolina a Montana nesly čtyři 37mm kanóny) a čtyři 533mm torpédomety. Pohonný systém křižníků tvořilo 16 kotlů Babcock & Wilcox a dva parní stroje s trojnásobnou expanzí o výkonu 23 000 hp, pohánějící dva lodní šrouby. Jednotlivé křižníky se lišily kapacitou svých uhelných skladů. Nejvyšší rychlost dosahovala 22 uzlů. Dosah byl 6500 námořních mil při rychlosti 10 uzlů.

## Služba
Dne 5. listopadu 1915 na křižníku North Carolina proběhl historicky první vzlet letadla pomocí katapultu. Křižník Memphis (ex Tennessee) byl roku 1916 zničen vlnou tsunami. Křižníky této třídy byly nasazeny za první světové války. Charlotte (ex North Carolina) a Missoula (ex Montana) byly vyřazeny roku 1921. Nejdéle sloužil Seattle (ex Washington) využívaný ve 30.–40. letech jako hulk.